# 陳香梅

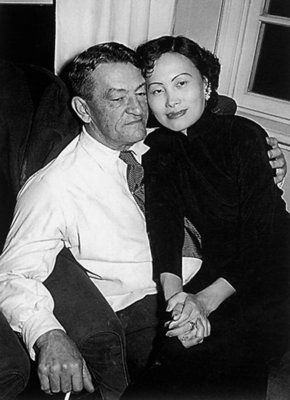
陳香梅與陳納德

陳香梅（英語：Anna Chan Chennault，1923年6月23日—2018年3月30日），祖籍廣東南海市，生於中華民國京兆地方，美國華裔共和黨籍政治人物、飛虎隊陳納德將軍遺孀。曾任IAE國際學士院（International Academy Of Education）美國國際合作委員會主席、世界和平大會榮譽主席及終生榮譽院士。

## 簡歷
陳香梅生于北洋政府时期的首都北京，七七事变后前往香港讀書，就讀九龍真光中學，当时陳的父母都在美国任职，陳的父母希望她们姐妹六人都能到美国读书，但陈香梅決意留在中國。香港沦陷后又隻身前往昆明。
1944年，21歲的陈香梅加入中華民國中央社昆明分社，擔任外語记者；同年在嶺南大學取得文學士（主修中文）學位。
在1944年至1948年間，她是中央社的記者，並為上海的《新民報》供稿。由于陳的英语流利，擔任中央社記者時被派往採访陳納德，兩人一见钟情；她並於24歲時（1947年）同時年54歲的陳納德结婚。她和陳納德育有兩女陳美華、陳美麗（Cynthia Chennault）（皆由蔣宋美齡起名，並為蔣夫人乾女兒）。
二戰後，陳女士與陳納德將軍定居华盛顿，並積極參與中美交流事務。
婚後11年（1958年），陳納德將軍病逝美國，終年65歲。陳納德的逝世並未對陳香梅的事業造成打擊。
1962年，經美國總統肯尼迪同意，陳香梅創辦中國難民救濟總署(Chinese Refugees' Relief)。中國難民救濟總署協助成千上萬人逃離中國。
1963年，陳香梅受肯尼迪委任，成為第一位進入白宮工作的華人。1963年至1968年間，她也擔任美國之音播音員。
1965年她成為中央通訊社海外特派員，直到76歲（1999年）為止。另一方面，她自1958年至1999年亦成為《台灣新生報》駐美特派員。
1981年，應中国大陆領導人邓小平的邀请，陳香梅以美國總統當選人雷根特使身分訪問華（同行尚有來自阿拉斯加州、時任美國國會聯邦參議院共和黨副領袖的泰德·史蒂芬參議員伉儷），成为邓小平的座上賓。
1981年1月6日，蔣經國函電宋美齡：

「關於此次美參議員史蒂文斯及陳香梅來華訪問事，去冬彼等接獲匪方邀請訪問北平後，曾在共和黨內表示，訪問大陸後必須來台訪問。經向我方表示盼我方亦予邀請，彼岸對我方立場事前已充分了解，故彼等對記者談話始終表示：不作信差，亦不代人傳話。政府在彼等抵華後，曾由外交部發表談話重申我不與共匪接觸之堅定立場，以澄清外間猜測。史陳前來拜會時，對在大陸訪問事未曾提及，雙方僅就中美關係及一般國際問題交換意見。佑關遠注，謹此奉稟，敬請 福安。兒。」

雷根總統上臺，陳女士擔任白宮出口委員會副主席，為美國總統核心顧問。老布希總統上臺，陳女士轉任白宮學者委員會委員。
1991年，陳女士出任美國國際合作委員會主席、美國內政部環保委員會委員、美中航運總裁。
2000年，被授予國際學士院(I.A.E)終生榮譽院士及美國國際合作委員會主席、世界和平大會榮譽主席。
2009年，陳女士應邀擔任「上海沃動科技有限公司」高級顧問。同年，應邀受聘出任中國「陳納德紀念館」名譽館長。
2018年3月30日，因中風後的併發症逝世，享耆壽94歲。

## 政黨政治
二戰後，陳香梅隨陳納德定居美國，陳香梅成為「中國遊說團」（China Lobby）的領軍人物，曾極力游說華府支持蔣介石在臺灣建立反共政府。
陳香梅後來成為資深共和黨人，活躍於該黨各層級運作中；曾擔任包括「共和黨中央委員」、「共和黨財務委員會副主席」和「共和黨少數族裔委員會主席」在內的多項全國性重要黨職，深受該黨高層的重用，也成為極少數擔任政黨要職的亞裔美國人，被視為歷屆美國政府對華政策的資深顧問，因此一直是北京拉攏對象。

## 榮譽
- 1967年，被授予韓國中央大學頒發榮譽文学博士。
- 1993年，被授予南京市榮譽市民。
- 1996年6月，被授予广州市荣誉市民称号[7]；
- 2000年，被授予國際學士院榮譽院士。
- 2000年，被授予國際學士院美國國際合作委員會主席、世界和平大會榮譽主席。
- 2003年，被授予上海工商外國語學院名譽校長。
- 2004年，被授予海南大學名譽校長。
- 2016年，被授予佛山市荣誉市民。

## 評價和影響
陳香梅被視為美國政府對華政策的資深顧問。打從肯尼迪開始的八位不同黨派美國總統，都邀請陳香梅出任聯邦層級的政策顧問。陳香梅穿梭於美中台三邊，不僅在華府有影響力，也幾次到訪北京；而在臺灣的中華民國政府，無論是民進黨政府或國民黨政府執政，都與陳香梅有所聯繫。值得一提的是，中共資深僑務外交官廖承志為陳香梅堂舅父，而廖承志的雙親分別為國民黨革命元勳廖仲愷、國民黨左派元老何香凝。
1984年，臺灣電視公司設立臺灣電視公司陳香梅文化藝術基金會，紀念陳香梅女士。

## 家族

### 至亲
- 祖父，陈庆云，清末广东招商局局长，36岁时大年30遭逼债跳楼自杀[8][9][10]
- 祖母，曾氏[11]
- 外祖父，廖恩焘，廖仲恺的亲哥哥，曾任中国驻古巴公使和中国驻日本大使；[9][10]
- 外祖母，邱雅琴，从小在旧金山长大，爱穿法国服饰，蹬高跟鞋，精通法、日、德、西班牙等多国的语言。[12]
  - 父亲，陈应荣，牛津大学和哥伦比亚大学博士，曾任英文報紙《華北郵報》的編輯；后来转外交部工作，曾任驻缅甸领事、驻美国旧金山领事、驻英属砂拉越首任领事、驻墨西哥公使等职，1978年在美国去世。[10][13][14]
  - 母亲，廖香词，生有六名女儿[8]
    - 大姐陈静宜（香菊），大姐夫李佑厚，住台北[9][10][15]
    - 陈香梅行二，嫁陈纳德，飞虎队指挥官、美国南北战争南方军总司令李将军侄外孙[9][16]
      - 女兒： 陳美華、陳美麗（Cynthia Chennault）[16]

    - 三妹陈香莲，丈夫方仲民曾任台湾驻越南的经济参赞，现居马来西亚吉隆坡。[15]
    - 四妹陈香兰，数学专业，与夫婿黄威廉皆曾在美国加州州政府工作。[15]
    - 五妹陈香竹，曾任美国德州休士顿石油公司研究室主任，夫婿关彼得为银行家。[15]
    - 六妹陈香桃，任香港时峰证券公司董事长；前夫为香港老牌文具店（致生洋行）馮氏家族成員冯新聪。[15][17]
      - 一子三女[17]
        - 內外孫六人[17]

  - 继母，张玉燕博士（美国最早的华人女性内科医生之一）[18][19]
    - 异母妹，陈杏竹[19]

### 父系
- 祖父，陈庆云娶祖母曾氏[11]
  - 父亲陈应荣[20]
  - 二叔陈应昌[11]
  - 三叔陈应凯[11]
  - 两名姑姑[11]
- 另娶两妾，无所出[11]

### 母系
- 外祖父，廖恩焘娶外祖母邱雅琴，共生四男六女：[21]
  - 大舅。[21]
  - 长女廖香词，陈香梅母亲。[20]
  - 三姨廖氏为沈觐鼎大使（曾任驻日本、古巴、巴西等地大使）原配，年29岁即染肺结核，死于北平协和医院。[21]
  - 四舅早夭。[21]
  - 五舅廖承鎏（廖亨利）做过外交官，会说多国语言，在纽约联合国做过翻译司主任。与北平名媛贺小姐成婚，后离婚。[21][15]
  - 六姨廖承麓（廖六薇），六姨丈为许崇清，曾任教育厅长，后来又任广州中山大学校长。[11][15][22]
    - 表妹许慧君，表妹夫朱光亚，中国原子弹之父。[23]
    - 表弟许锡挥曾任中国中山大学校刊编辑，正着手写中国对日8年抗战史。[11]

  - 八舅廖承鉴在美国。[21][24]
  - 九姨廖承荔，九姨丈即广东名律师钱树芬之子钱乃文，己去世，九姨住美国纽约。[21][24]
    - 表兄弟钱某
      - 表侄女钱念民，同香港中文大学历史系教授、比较及公众史学文学硕士课程总监卜永坚合编《廖恩焘词笺注》。[24][25]

  - 十姨廖承芝住加拿大。[21][24]
- 外叔祖廖仲恺，中国民主革命家；外叔祖母何香凝，社会活动家[15]
  - 表舅廖承志，曾任中共中央对外联络部和统战部副部长。[15]
    - 表弟廖晖，曾任港澳办主任；表弟媳赵汝蘅，中央芭蕾舞团前团长。[15]
      - 表侄儿廖怀南，凤凰卫视国际公关顾问业务副总监，专长媒体经营工作，2012年6月2日结婚；表儿媳吴辰君，台湾演员、歌手、舞蹈家。
        - 一双儿女[26]

  - 表姨廖梦醒，宋庆龄秘书，全国人大代表，妇联执委。[15]